# Bindungspatrone
Als Bindungspatrone bezeichnet man in der Weberei die schematische Darstellung einer Bindung.
(Die drei Grundbindungen sind: Leinwandbindung, Köperbindung und Atlasbindung).

## Beschreibung
Früher wurde sie vom Patroneur anhand des Musterentwurfs mit der Hand auf Patronenpapier erstellt und anschließend vom Schläger auf der Kartenschlagmaschine in ein maschinenlesbares Lochband geschlagen, heute verwendet man Computer für das Gewebedesign.
Man benutzt für die Patrone quadratische oder rechteckige, aneinandergrenzende Felder. Jedes Feld stellt eine Ketthebung (Kettfaden über Schussfaden) rot und eine -senkung (Kettfaden unter Schussfaden) weiß dar.
Der Rapport, das sich wiederholende Bindungsmuster, wird dabei fett eingerahmt oder in einer anderen Farbe dargestellt.
Die Kette verläuft dabei von oben nach unten, der Schuss von links nach rechts.
Der Ausgangspunkt beim Erstellen und späteren „Lesen“ der Patrone ist in der Regel unten links (1. Kettfaden, 1. Schussfaden).

Eine Bindungspatrone

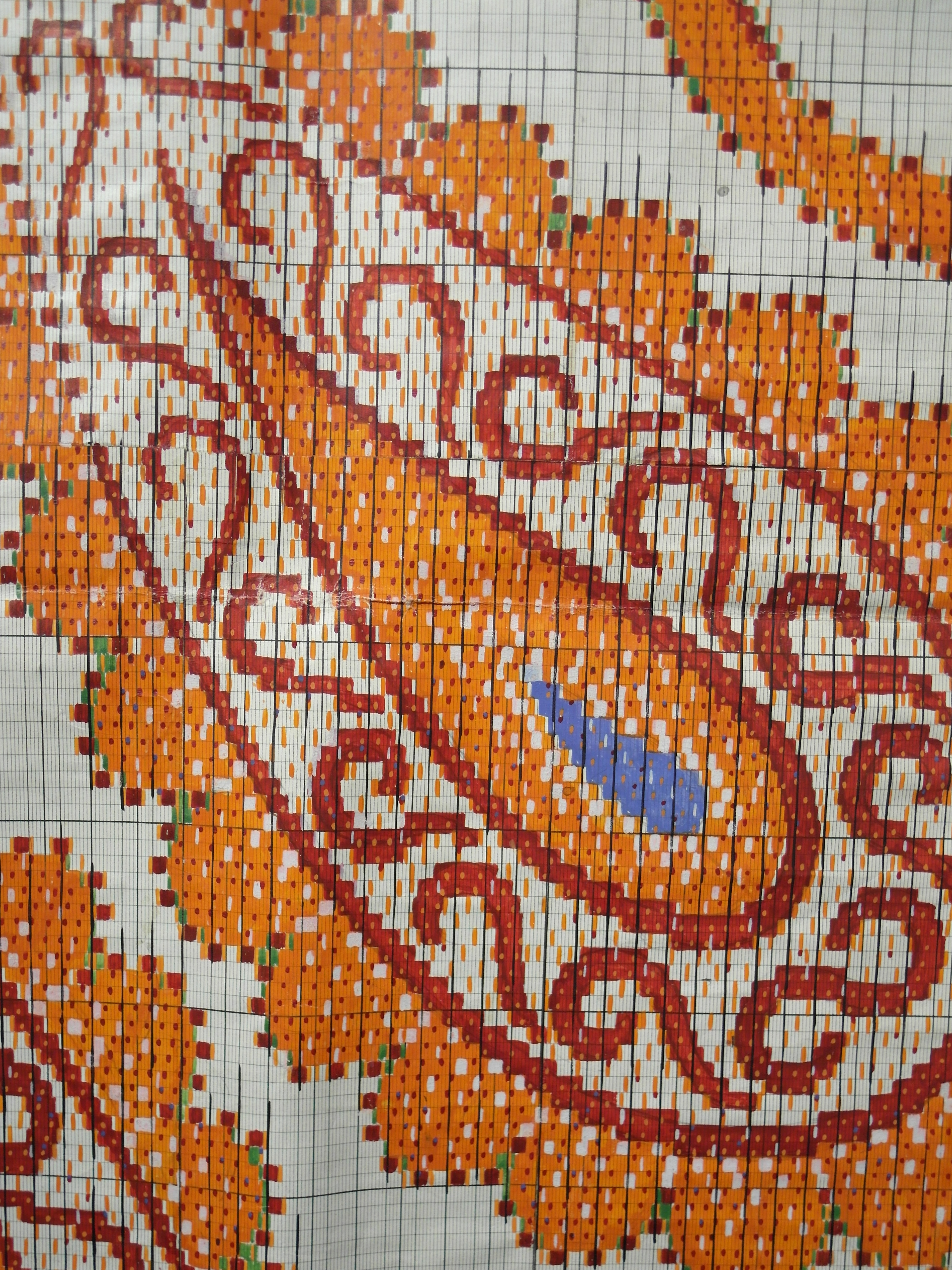
Bindungspatrone aus der Firma Stehli Seiden

Das Bild zeigt eine Bindungspatrone für eine Leinwandbindung, dabei sind:
- 1 = Rapport
- 2 = Verlauf der Kettfäden
- 3 = Verlauf der Schussfäden
- Rotes Feld = Ketthebung (Kettfaden oben)
- Weißes Feld = Kettsenkung (Schussfaden oben)
- Schwarzes Feld = Ketthebung im Rapport

Eine Bindung wird als gleichseitig bezeichnet, wenn die Anzahl an Ketthebungen und -senkungen im Rapport gleich ist. Das bedeutet jedoch nicht, dass beide Seiten des Gewebes gleich aussehen. Überwiegen Hebungen oder Senkungen, so spricht man von einseitigem Gewebe.